# Ференц Бене
Ференц Бене (мађ. Bene Ferenc; Балатонујлак, 17. децембар 1944 — Будимпешта, 27. фебруар 2006) је био мађарски фудбалер

## Биографија
Ференц Бене је рођен у Балатонујлаку (Balatonújlak), а умро је 2006. године у Будимпешти.

## Каријера
Каријеру фудбалера је започео у нижеразредним клубовима из Марцала и Капошвара. Са 17. година, 1961. је заиграо за Ујпешт Дожу где је остао пуних 17 година све до 1978. године. Са 18 година је заиграо за Мађарски национални тим где је играо од 1962. до 1979. године.

## Клупска каријера
- Ујпешт Дожа  (1961 — 1978)
- ФК Волан  (1978/79, 1983/84)
- Сепси-78,  (1981-82)
- Шорокшари ВОШЕ  (1984.)
- Кечкемет  (1985.)

У клупским такмичењима је одиграо 418 утакмица и постигао је 303 гола. Интереснтан исечак из каријере је утакмица против Бенфике када је голман Бенфике тапкао лопту о земљу да би је дегажирао, Бене се прикрао одузео лопту и постигао гол.
ЕПФ1964-Мађарска

## Репрезентативна каријера
Своју прву репрезентативну утакмицу Бене је одиграо 14. октобра 1962. године против Југославије, а последњу 12. септембра 1979. године против Чехословачке.
За фудбалску репрезентацију Мађарске бене је у приоду од 1962. до 1979. године одиграо 76 утакмица и постигао 36 голова. Учествовао је на олимпијским играма у Токију, Јапан 1964. године где су освојили златну медаљу и где је био краљ стрелаца са 12. голова. На првој утакмици репрезентације на олимпијском турниру против репрезентације Марока је постигао свих 6 голова за Мађарску, резултат је био 6:0. Такође је на финалној утакмици против Чехословачке постигао један гол а резултат је био 2:1 за Мађаре.
Такође са Мађарским националним тимом је освојио треће место на Европско првенство 1964., Мађарска репрезентација је играла у саставу: Сентмихаљи, Новак, Месељ, Ихас, Шољмоши, Шипош, Фаркаш, Варга, Алберт, Бене и Фењвеши. Бене је постигао укупно 5 голова на овом турниру, рачунајући и квалификације.
- 1964.

Бене је такође био присутан на светском првенству 1966. године у Енглеској, а 1972. године је био позван да игра у репрезентацији Европе.

## Признања
Са Ујпештом је освојио осам шампионских титула Мађарске
- 1970.
- 1971.
- 1972.
- 1973.
- 1974.
- 1975.
- 1978.
- 1979. ;.[3]

У периоду проведеном у Ујпешту је био и пет пута краљ стрелаца мађарског шампионата 
- 1963.  23’ (голова);
- 1969.  27’ (голова);
- 1972.  29’ (голова);
- 1973.  23’ (голова);
- 1975.  20’ (голова);.[4]

Са Ујпештом је освојио три пута куп Мађарске
- 1969.
- 1970.
- 1975. ;.[5]